# Courtalain
Courtalain és un municipi francès, situat al departament de l'Eure i Loir i a la regió de Centre – Vall del Loira. L'any 2007 tenia 595 habitants.

## Demografia

### Població
El 2007 la població de fet de Courtalain era de 595 persones. Hi havia 242 famílies, de les quals 97 eren unipersonals (40 homes vivint sols i 57 dones vivint soles), 85 parelles sense fills, 52 parelles amb fills i 8 famílies monoparentals amb fills.
La població ha evolucionat segons el següent gràfic:
Habitants censats

### Habitatges
El 2007 hi havia 329 habitatges, 248 eren l'habitatge principal de la família, 57 eren segones residències i 24 estaven desocupats. 298 eren cases i 31 eren apartaments. Dels 248 habitatges principals, 182 estaven ocupats pels seus propietaris, 59 estaven llogats i ocupats pels llogaters i 8 estaven cedits a títol gratuït; 5 tenien una cambra, 11 en tenien dues, 67 en tenien tres, 51 en tenien quatre i 114 en tenien cinc o més. 173 habitatges disposaven pel capbaix d'una plaça de pàrquing. A 130 habitatges hi havia un automòbil i a 66 n'hi havia dos o més.

### Piràmide de població
La piràmide de població per edats i sexe el 2009 era:
| Homes | Edats   | Dones |
| ----- | ------- | ----- |
| 0     | 95 o +  | 24    |
| 0     | 90 a 94 | 32    |
| 24    | 85 a 89 | 24    |
| 8     | 80 a 84 | 24    |
| 16    | 75 a 79 | 28    |
| 24    | 70 a 74 | 8     |
| 12    | 65 a 69 | 32    |
| 12    | 60 a 64 | 8     |
| 4     | 55 a 59 | 12    |
| 20    | 50 a 54 | 4     |
| 16    | 45 a 49 | 16    |
| 16    | 40 a 44 | 16    |
| 12    | 35 a 39 | 4     |
| 20    | 30 a 34 | 20    |
| 8     | 25 a 29 | 8     |
| 0     | 20 a 24 | 4     |
| 8     | 15 a 19 | 12    |
| 16    | 10 a 14 | 12    |
| 16    | 5 a 9   | 16    |
| 16    | 0 a 4   | 12    |

## Economia
El 2007 la població en edat de treballar era de 271 persones, 190 eren actives i 81 eren inactives. De les 190 persones actives 171 estaven ocupades (103 homes i 68 dones) i 19 estaven aturades (3 homes i 16 dones). De les 81 persones inactives 27 estaven jubilades, 26 estaven estudiant i 28 estaven classificades com a «altres inactius».

### Ingressos
El 2009 a Courtalain hi havia 253 unitats fiscals que integraven 512 persones, la mediana anual d'ingressos fiscals per persona era de 16.073 €.

### Activitats econòmiques
Dels 20 establiments que hi havia el 2007, 1 era d'una empresa alimentària, 1 d'una empresa de fabricació d'altres productes industrials, 2 d'empreses de construcció, 6 d'empreses de comerç i reparació d'automòbils, 1 d'una empresa de transport, 3 d'empreses d'hostatgeria i restauració, 1 d'una empresa d'informació i comunicació, 1 d'una empresa immobiliària, 2 d'entitats de l'administració pública i 2 d'empreses classificades com a «altres activitats de serveis».
Dels 5 establiments de servei als particulars que hi havia el 2009, 1 era una funerària, 1 taller de reparació d'automòbils i de material agrícola, 1 guixaire pintor, 1 electricista i 1 perruqueria.
Dels 3 establiments comercials que hi havia el 2009, 1 era una botiga de més de 120 m², 1 una botiga de menys de 120 m² i 1 una fleca.

## Equipaments sanitaris i escolars
Els 2 equipaments sanitaris que hi havia el 2009 eren farmàcies.
El 2009 hi havia una escola maternal integrada dins d'un grup escolar amb les comunes properes formant una escola dispersa.

## Poblacions més properes
El següent diagrama mostra les poblacions més properes.